# Susanne Delastacia
Susanne Delastacia, född den 10 december 1973, är en svensk journalist och programledare i TV och radio.

Susanne Delastacia har arbetat som journalist sedan 1998, främst inom tv och radio. Hon började på SVT och har även arbetat med Nattliv i Sveriges Radio och som programledare för Axess TV. Hösten 2007 gick hon över till TV4 som programpresentatör och speaker. Delastacia lämnade TV4 2012. 
Åren 2013–2015 arbetade hon som nyhetsankare på ekonomi- och finanskanalen EFN.
Som frilansjournalist har Susanne Delastacia publicerat en mängd debattartiklar, varit debattchef, arbetat med e-learning och verkat som speaker inom reklam, dokumentär och fakta.
Under 2018 arbetade hon med Riksorganisationen Gapf - Glöm aldrig Pela och Fadime, som kommunikatör, projektledare och moderator.
Åren 2019–2020 var hon PR-ansvarig för EVRY Sverige.